# Soñarás
Soñarás es una telenovela mexicana producida por Eloy Ganuza y transmitida por TV Azteca en 2004. Es una versión libre de la historia venezolana Ligia Elena, original de César Miguel Rondón.
Protagonizada por Yahir, Sandra Echeverría y antagónicamente por Vanessa Acosta (quien interpretó el papel de protagonista, pero en los últimos capítulos fue la antagonista), y con las participaciones antagónicas de Luis Miguel Lombana, Cecilia Ponce, Juan Pablo Medina, Erik Hayser y Luis Ernesto Franco.

## Sinopsis
Rey es un joven de bajos recursos que se enamora de Isabela, una muchacha de mejor nivel económico, pero por las diferencia económicas, la familia de Isabela se opone rotundamente a aceptar la relación y a partir de eso se desarrollan conflictos diferentes entre las dos familias. El tiempo ha pasado, Isabela ya no es la misma chica que Rey conoció, su forma de ser ha cambiado. 
Rey conoce a una muchacha muy joven al subir a un autobús a cantar, ella lo escucha y después ambos se miran, luego ella baja del autobús y él no la vuelve a ver, pero el destino es divino y sin saber que la joven era prima de unos de sus mejores amigos, la encuentra en una firma de discos, la joven se llama Estefanía, una muchacha de clase media. Rey y Estefanía se enamoran perdidamente y esto produce el odio de Isabela por Estefanía.
Rey y Estefanía tendrán que luchar por su amor, ya que muchas personas los querrán ver separados (porque no tienen vida propia), sin embargo, sus vidas están unidas por el amor y la música.

## Elenco
- Yahir - Rey
- Sandra Echeverría - Estefanía
- Vanessa Acosta - Isabela
- Cecilia Ponce - Paulina
- Juan Pablo Medina - Alfredo
- Lisset - Dolores
- Patricia Bernal - Frida
- Luis Miguel Lombana - Pedro
- Mario Zaragoza - Todoloco
- Concepción Márquez - Lupita
- Guillermo Iván - Adriano
- Rafael León - Chocolate
- Rodrigo Zurita - Peque
- Alejandra Prado - Mireya
- Erik Hayser - Eric
- Luis Ernesto Franco - Vladimir
- Estrella Veloz - Estrella
- Alexander Da Silva - Alejandro
- Adriana Jiménez - Aymara
- Paulina Treviño - Paty
- Eugenio Montessoro - Juan Manuel
- Surya MacGregor - Elena
- Eva Prado - Fátima
- Emmanuel Orenday - As
- Rogelio Luna - Eduardo
- Pablo Azar - Tomás
- Gonzalo García Vivanco - Pablo
- Mauricio Barrientos - Garfio / Monkey
- Fernando Alonso - /
- Alan Chávez - Gusanito
- Fernando Noriega - Jesús

## Versiones
- Soñarás está basada en la telenovela venezolana Ligia Elena, realizada por Venevisión en 1982. Fue protagonizada por Alba Roversi y Guillermo Dávila.